# Olof Gotthard Blomberg
Olof Gotthard Blomberg, född 16 november 1838 i Hardemo socken i Örebro län, död 8 april 1901 i Dunkers församling i Södermanlands län, var en svensk präst och botaniker.
Han var son till prosten David Gotthard Blomberg och Margareta Sofia Nyberg samt bror till geologen Albert Blomberg. Student vid Uppsala universitet 1858, prästvigd 1861, därefter olika befattningar vid Götlunda, Askersunds och Öja församlingar. Från 1884 kyrkoherde i Dunkers och Lilla Malma församlingar.
Blomberg var även framstående som botaniker. Han publicerade uppsatsen "Bidrag till kännedomen om Kinnekulles lafflora" i Vetenskapsakademiens översikt år 1867 samt utarbetade en del av "Enumerantur plantae Scandinaviae" tillsammans med Bror Forssell 1880.